# Біг на 3000 метрів з перешкодами

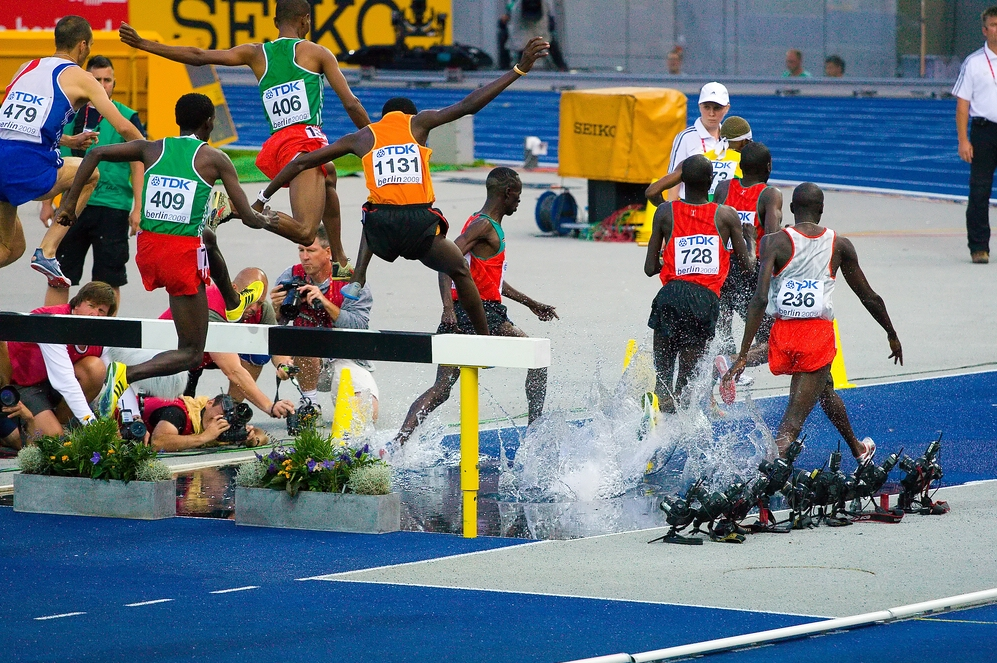

Звичні розміри перешкод

Біг на 3000 метрів з перешкодами — бігова дисципліна легкоатлетичних змагань, в якій спортсмени проходять дистанцію 3 тисячі метрів, долаючи спеціально встановлені широкі й високі бар'єри й перестрибуючи ями з водою. Біг з перешкодами називають так само стипль-чезом за аналогією з видом кінних перегонів. Початкове значення назви — перегони, в яких орієнтиром слугує церковний шпиль. Окрім класичного бігу з перешкодами на 3000 метрів, проводять так само аналогічні перегони на інші дистанції: 2000 метрів, дві милі, милю тощо.
Біг на 3000 метрів з перешкодами входить до програми Олімпійських ігор з 1920 року для чоловіків та 2008 року для жінок, а також до програми всіх важливих легкоатлетичних змагань, зокрема чемпіонатів світу.
Рекорд світу утримує катарець Саїф Саїд Шахін. Він становить 7.53,63 і зафіксований  2004 року. Олімпійський рекорд 8.03,28 встановив кенієць Консеслус Кіпруто на Іграх у Ріо-де-Жанейро.
Рекорд світу серед жінок належить кенійці Беатріс Чепкоеч — 8.44,32 (2018). Олімпійський рекорд 8:58,81 встановила росіянка Гульнара Самітова-Галкіна на Пекінській Олімпіаді 2008 року.

## Правила
Біг на 3000 метрів з перешкодами проводять на спеціально облаштованій дистанції. При цьому перешкоду (яма з водою) виносять на спеціальний віраж, тому старт дистанції дають з окремої позначки, яка відрізняється від позначки старту звичайного бігу на 3000 метрів. Дистанцію складають 35 перешкод (із них 7 ям з водою), по 5 на кожному колі.
Висота бар'єрів для чоловіків — 914 мм, для жінок 762 мм. Довжина ями з водою, що встановлена одразу ж після бар'єра, приблизно 3,90 м, її глибина поблизу бар'єра 70 см, і далі вона поступово зменшується до нуля. На колі встановлено перешкоди та одну яму з водою. На дистанції 3000 метрів бігун повинен подолати 28 звичайних бар'єрів та 7 ям з водою. Правила змагань не зазначають способу долання перешкод, тому спортсмени часто наступають на бар'єр.

## Тактика
Спортсмен повинен розподілити сили за тими самими принципами, що й на середніх дистанціях, але з урахуванням того, що потрібно зберегти резерви на подолання перешкод. Залежно від особистих властивостей підготовленості спортсмен може долати перешкоду «бар'єрним кроком», тобто не торкаючись бар'єра (швидше, проте більш енергозатратне), або наступаючи на бар'єр.

## Історія
Як і чимало бігових дисциплін, стипль-чез походить з Англії. До середини XIX століття відносять перші офіційно зареєстровані результати в дисципліні 2 милі (3218 метрів) кросом з перешкодами серед студентів університету Оксфорда.
До програми Олімпійських ігор біг на 3000 метрів з перешкодами було вперше включено 1920 року. До 1960-х років у цій дисципліні домінували європейські бігуни. З 1970-х по теперішній час лідерство захопили спортсмени з Африки. У програму чемпіонату світу біг на 3000 метрів з перешкодами серед жінок було включено 2005 року. А на Олімпійських іграх в Пекіні 2008 року жінки вперше розіграли між собою олімпійські нагороди в цій дисципліні.

## Цікаві факти
Бігуни в стипль-чезі використовують спеціальні шиповки, які відрізняються від бігового взуття в інших видах спорту. За конструкцією вони створені так, щоб випускати воду після подолання водної перешкоди.

## Чільна десятка атлетів

### Чоловіки
Станом на липень 2021
| Місце | Час     | Спортсмен          | Країна  | Дата            | Місце    |
| ----- | ------- | ------------------ | ------- | --------------- | -------- |
| 1.    | 7:52,11 | Ламеча Гірма       | Ефіопія | 09 червня 2023  | Париж    |
| 2.    | 7:53,63 | Саїф Саїд Шахін    | Катар   | 03 вересня 2004 | Брюссель |
| 3.    | 7:53,64 | Брімін Кіпруто     | Кенія   | 22 липня 2011   | Монако   |
| 4.    | 7:54,31 | Пол Кіпсіеле Коеч  | Кенія   | 31 травня 2012  | Рим      |
| 5.    | 7:55,28 | Ібрагім Буламі     | Марокко | 24 серпня 2001  | Брюссель |
| 6.    | 7:55,72 | Бернард Бармасай   | Кенія   | 24 серпня 1997  | Кельн    |
| 7.    | 7:55,76 | Єзекіїль Кембой    | Кенія   | 22 липня 2011   | Монако   |
| 8.    | 7:56,16 | Мозес Кіптануї     | Кенія   | 24 серпня 1997  | Кельн    |
| 9.    | 7:56,68 | Суф'ян ель Баккалі | Марокко | 28 травня 2023  | Рабат    |
| 10.   | 7:56,81 | Річард Матілонґ    | Кенія   | 11 травня 2012  | Доха     |

### Жінки
Станом на серпень 2021
| Місце | Час     | Спортсменка               | Країна  | Дата            | Місце    |
| ----- | ------- | ------------------------- | ------- | --------------- | -------- |
| 1.    | 8:44,32 | Беатріс Чепкоеч           | Кенія   | 20 липня 2018   | Монако   |
| 2.    | 8:52,78 | Рут Джебет                | Бахрейн | 27 серпня 2016  | Париж    |
| 3.    | 8:58,78 | Целліфін Чесполь          | Кенія   | 26 травня 2017  | Юджин    |
| 4.    | 8:58,81 | Гульнара Самітова-Галкіна | Росія   | 17 серпня 2008  | Пекін    |
| 5.    | 8:59,62 | Нора Джеруто              | Кенія   | 31 серпня 2018  | Брюссель |
| 6.    | 9:00,01 | Гівін Кієнг               | Кенія   | 28 травня 2016  | Юджин    |
| 7.    | 9:00,85 | Кортні Фрірікс            | США     | 20 липня 2018   | Монако   |
| 8.    | 9:01,45 | Перут Чемутай             | Уганда  | 04 серпня 2021  | Токіо    |
| 9.    | 9:02,35 | Емма Коберн               | США     | 30 вересня 2019 | Доха     |
| 10.   | 9:02,52 | Мекідес Абебе             | Ефіопія | 28 травня 2021  | Доха     |

## Олімпійські чемпіони

### Чоловіки
| Дисципліни          | Золото                       | Срібло                        | Бронза                        |
| ------------------- | ---------------------------- | ----------------------------- | ----------------------------- |
| Антверпен 1920      | Персі Годж (GBR)             | Патрік Флінн (USA)            | Ернесто Амброзіні (ITA)       |
| Париж 1924          | Вілле Рітола (FIN)           | Еліас Кац (FIN)               | Поль Бонтан (FRA)             |
| Амстердам 1924      | Тойво Лоукола (FIN)          | Пааво Нурмі (FIN)             | Ове Андресен (FIN)            |
| Лос-Анджелес 1932   | Вольмарі Ісо-Голло (FIN)     | Томас Евенсон (GBR)           | Джо Маккласкі (USA)           |
| Берлін 1936         | Вольмарі Ісо-Голло (FIN)     | Калле Туомінен (FIN)          | Альфред Домперт (GER)         |
| Лондон 1948         | Торе Шестранд (SWE)          | Ерік Елсетер (SWE)            | Готе Гагстрем (SWE)           |
| Гельсінкі 1952      | Горас Ашенфельтер (USA)      | Володимир Казанцев (URS)      | Джон Діслі (GBR)              |
| Мельбурн 1956       | Кріс Брашер (GBR)            | Шандор Рожньої (HUN)          | Ернст Лансен (NOR)            |
| Рим 1960            | Здзіслав Кшишков'як (POL)    | Микола Соколов (URS)          | Семен Ржищин (URS)            |
| Токіо 1964          | Гастон Рулантс (BEL)         | Моріс Герріотт (GBR)          | Іван Бєляєв (URS)             |
| Мехіко 1968         | Амос Бівот (KEN)             | Бенджамін Коґо (KEN)          | Джордж Янг (USA)              |
| Мюнхен 1972         | Кіпчоге Кейно (KEN)          | Бен Джипчо (KEN)              | Таріо Кантанен (FIN)          |
| Монреаль 1976       | Андерс Гердеруд (SWE)        | Броніслав Малиновський (POL)  | Франк Баумгартль (GDR)        |
| Москва 1980         | Броніслав Малиновський (POL) | Фільберт Байї (TAN)           | Ешету Тура (ETH)              |
| Лос-Анджелес 1984   | Джуліус Корір (KEN)          | Жозеф Мамуд (FRA)             | Браян Дімер (USA)             |
| Сеул 1988           | Джуліус Каріукі (KEN)        | Петер Коеч (KEN)              | Марк Роуленд (GBR)            |
| Барселона 1992      | Меттью Бірір (KEN)           | Патрік Санг (KEN)             | Вільям Мутвол (KEN)           |
| Атланта 1996        | Джозеф Кетер (KEN)           | Мозес Кіптануї (KEN)          | Алессандро Ламбрускіні (ITA)  |
| Сідней 2000         | Рубен Косгей (KEN)           | Вілсон Бойт Кіпкетер (KEN)    | Алі Еззіне (MAR)              |
| Афіни 2004          | Єзекіїль Кембой (KEN)        | Брімін Кіпруто (KEN)          | Пол Кіпсілі Коеч (KEN)        |
| Пекін 2008          | Брімін Кіпруто (KEN)         | Маєдін Мекіссі-Бенаббад (FRA) | Річард Матілонґ (KEN)         |
| Лондон 2012         | Єзекіїль Кембой (KEN)        | Маєдін Мекіссі-Бенаббад (FRA) | Абель Мутаї (KEN)             |
| Ріо-де-Жанейро 2016 | Консеслус Кіпруто (KEN)      | Еван Джагер (USA)             | Маєдін Мекіссі-Бенаббад (FRA) |
| Токіо 2020          | Суф'ян ель Баккалі (MAR)     | Ламеча Гірма (ETH)            | Бенджамін Кіген (KEN)         |

### Жінки
| Дисципліни          | Золото                          | Срібло               | Бронза                  |
| ------------------- | ------------------------------- | -------------------- | ----------------------- |
| Пекін 2008          | Гульнара Самітова-Галкіна (RUS) | Юніс Джепкорір (KEN) | Катерина Волкова (RUS)  |
| Лондон 2012         | Габіба Грібі (TUN)              | Софія Ассефа (ETH)   | Мілка Чемос Чейва (KEN) |
| Ріо-де-Жанейро 2016 | Рут Джебет (BRN)                | Гівін Кієнг (KEN)    | Емма Коберн (USA)       |
| Токіо 2020          | Перут Чемутай (UGA)             | Кортні Фрерікс (USA) | Гівін Кієнг (KEN)       |